# Maladeta

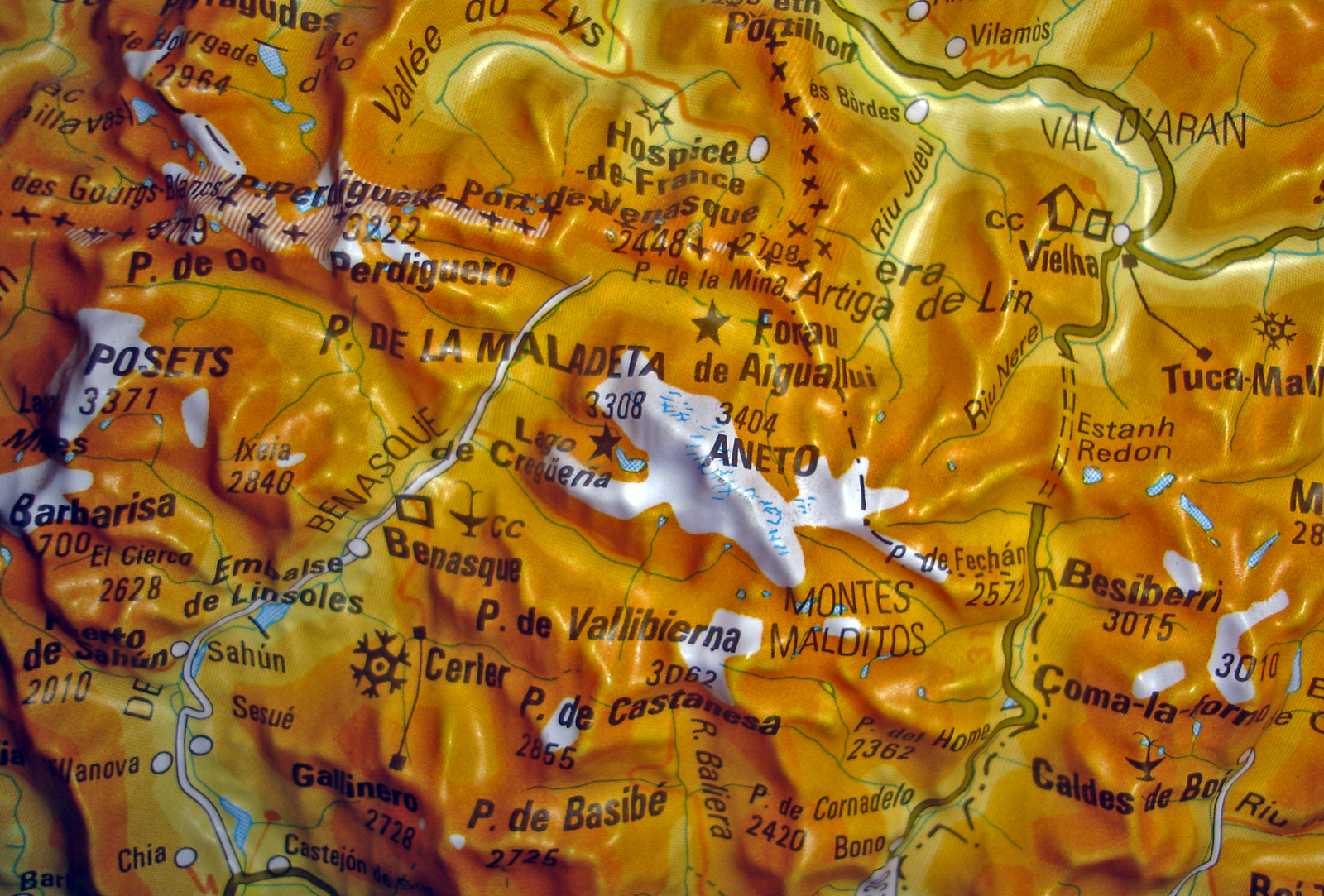
Karte des Maladeta-Massivs

Der Pic de la Maladeta (aragonesisch) oder Pico de la Maladeta (spanisch) ist ein 3308 msnm hoher Berg nahe dem höchsten Pyrenäengipfel Aneto in der Provinz Huesca in der spanischen autonomen Region Aragonien.
Der Berg befindet sich im Parque Natural Posets-Maladeta im Municipio Benasque. Er wurde einige Zeit als der höchste Berg der Pyrenäen angesehen. Deshalb trägt das Bergmassiv, zu dem auch der Aneto zählt, seinen Namen. Der Westgipfel, Maladeta Occidental, ist 3254 m hoch.
Die Erstbesteigung erfolgte durch den deutschen Naturforscher Johann Jacob Friedrich Wilhelm Parrot mit dem Bergführer Pierre Barrau am 29. September 1817 von Bagnères-de-Luchon aus. Er entdeckte, dass der Aneto noch höher aufragte als der Monte Perdido, der zu seiner Zeit als der höchste Gipfel der Pyrenäen angesehen wurde. 